# Iglesia de San Nicolás (Prizren)
La Iglesia de San Nicolás (en serbio:  Црква светог Николе/Crkva Svetog Nikole) también conocida como Iglesia Tutic (Tutićeva crkva) es una iglesia ortodoxa serbia situada en Prizren en Kosovo un territorio independiente reclamado por Serbia. Fue fundada entre 1331 y 1332 por Dragoslav Tutic, cuyo nombre monástico fue Nikola (Nicolás) , y su esposa Bela. Más tarde, la iglesia se convirtió en una posesión del monasterio de Visoki Decani. Desde 1990 , ha estado en la lista de monumentos culturales de excepcional importancia de Serbia. En el momento de los disturbios de 2004 en Kosovo, la iglesia fue objeto de vandalismo. A partir de 2005 , con el apoyo financiero de la Unión Europea , se han realizado trabajos para restaurar la iglesia a su estado original.